# San Cataldo
San Cataldo (San Cataldu trong tiếng Sicilia là một đô thị ở tỉnh Caltanissetta, tại phía tây nam của đảo Sicilia của Ý. Đô thị này có diện tích 75 km2, dân số là 23.177 người (thời điểm năm 2005).